# Ministro de Medio Ambiente de Japón
El ministro del Medio Ambiente (en japonés: 環境大臣, romanizado: Kankyō Daijin) es miembro del Gabinete de Japón a cargo del Ministerio del Medio Ambiente.

## Ministro del Medio Ambiente (2001-)
| #  | Imagen | Nombre                | Posesión                 | Salida                   | Gabinete                      |
| -- | ------ | --------------------- | ------------------------ | ------------------------ | ----------------------------- |
| 1  |        | Yoriko Kawaguchi      | 6 de enero de 2001       | 8 de febrero de 2002     | Yoshirō MoriJunichiro Koizumi |
| 2  |        | Hiroshi Ōki           | 8 de febrero de 2002     | 30 de septiembre de 2002 | Junichiro Koizumi             |
| 3  |        | Shunichi Suzuki       | 30 de septiembre de 2002 | 22 de septiembre de 2003 | Junichiro Koizumi             |
| 4  |        | Yuriko Koike          | 22 de septiembre de 2003 | 26 de septiembre de 2006 | Junichiro Koizumi             |
| 5  |        | Masatoshi Wakabayashi | 26 de septiembre de 2006 | 27 de agosto de 2007     | Shinzō Abe                    |
| 6  |        | Ichirō Kamoshita      | 27 de agosto de 2007     | 2 de agosto de 2008      | Shinzō AbeYasuo Fukuda        |
| 7  |        | Tetsuo Saito          | 2 de agosto de 2008      | 16 de septiembre de 2009 | Yasuo FukudaTaro Aso          |
| 8  |        | Sakihito Ozawa        | 16 de septiembre de 2009 | 21 de septiembre de 2010 | Yukio HatoyamaNaoto Kan       |
| 9  |        | Ryu Matsumoto         | 21 de septiembre de 2010 | 2 de septiembre de 2011  | Naoto Kan                     |
| 10 |        | Goshi Hosono          | 2 de septiembre de 2011  | 1 de octubre de 2012     | Yoshihiko Noda                |
| 11 |        | Hiroyuki Nagahama     | 1 de octubre de 2012     | 26 de diciembre de 2012  | Yoshihiko Noda                |
| 12 |        | Nobuteru Ishihara     | 26 de diciembre de 2012  | 3 de septiembre de 2014  | Shinzō Abe                    |
| 13 |        | Yoshio Mochizuki      | 3 de septiembre de 2014  | 7 de octubre de 2015     | Shinzō Abe                    |
| 14 |        | Tamayo Marukawa       | 7 de octubre de 2015     | En el cargo              |                               |
|    |        |                       |                          |                          |                               |

- Datos: Q1104488